# Bernard Pietenpol

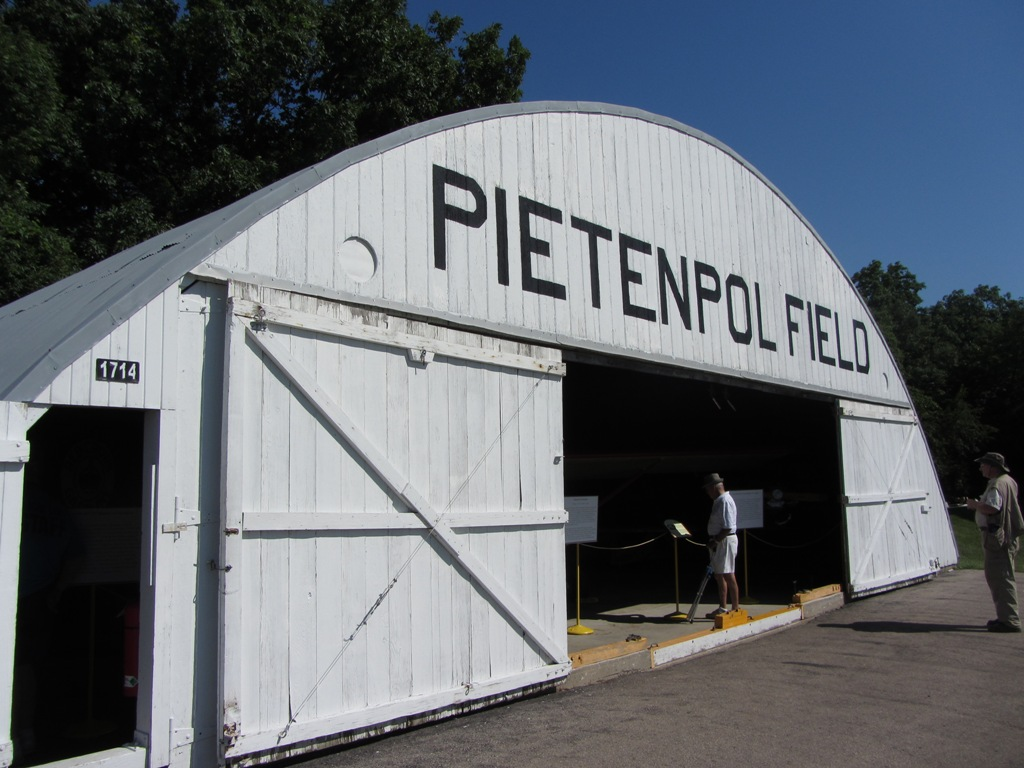
Original Pietenpol Hangar vom Flugfeld in Cherry Grove, heute am Flugplatz in Oshkosh aufgebaut

Bernard Harold Pietenpol (* 17. Februar 1901 in Cherry Grove, Minnesota; † 11. Januar 1984 in Spring Valley, Minnesota) war ein amerikanischer Flugzeugkonstrukteur.

## Leben
Bernard Pietenpol wurde 1901 geboren, sein Vater betrieb einen Gemischtwarenhandel in Cherry Grove. Bernhard besuchte die Grundschule in seinem Geburtsort. Der Laden des Vaters steht noch heute als eines der wenigen Originalläden in der Stadt. Von Anfang an zeigte Bernard eine Begabung für alle Dinge die  mechanische angetrieben waren  und wurde in der Stadt auch als  „mechanischen Genie“ bezeichnet. Er reparierte Rasenmäher, Traktoren und baute  Rollstühle für bedürftige Bewohner, entwickelte gasbetriebenen Stromgeneratoren und baute Motorrädern und Automobile um.
Durch seinen Mentor W. J. Krueger, einem Holzhandwerker, kam er zur Fliegerei. Zusammen mit seinen Freunden Don Finke und Orrin Hoopman entstand 1920 nach seinen Plänen das erste Flugzeug, das mit einem Automotor aus einem Ford Modell T angetrieben wurde. 1926 baute er einen einzelnen Doppeldecker mit Gnome-Motor, der jedoch nicht weiter vermarktet wurde.

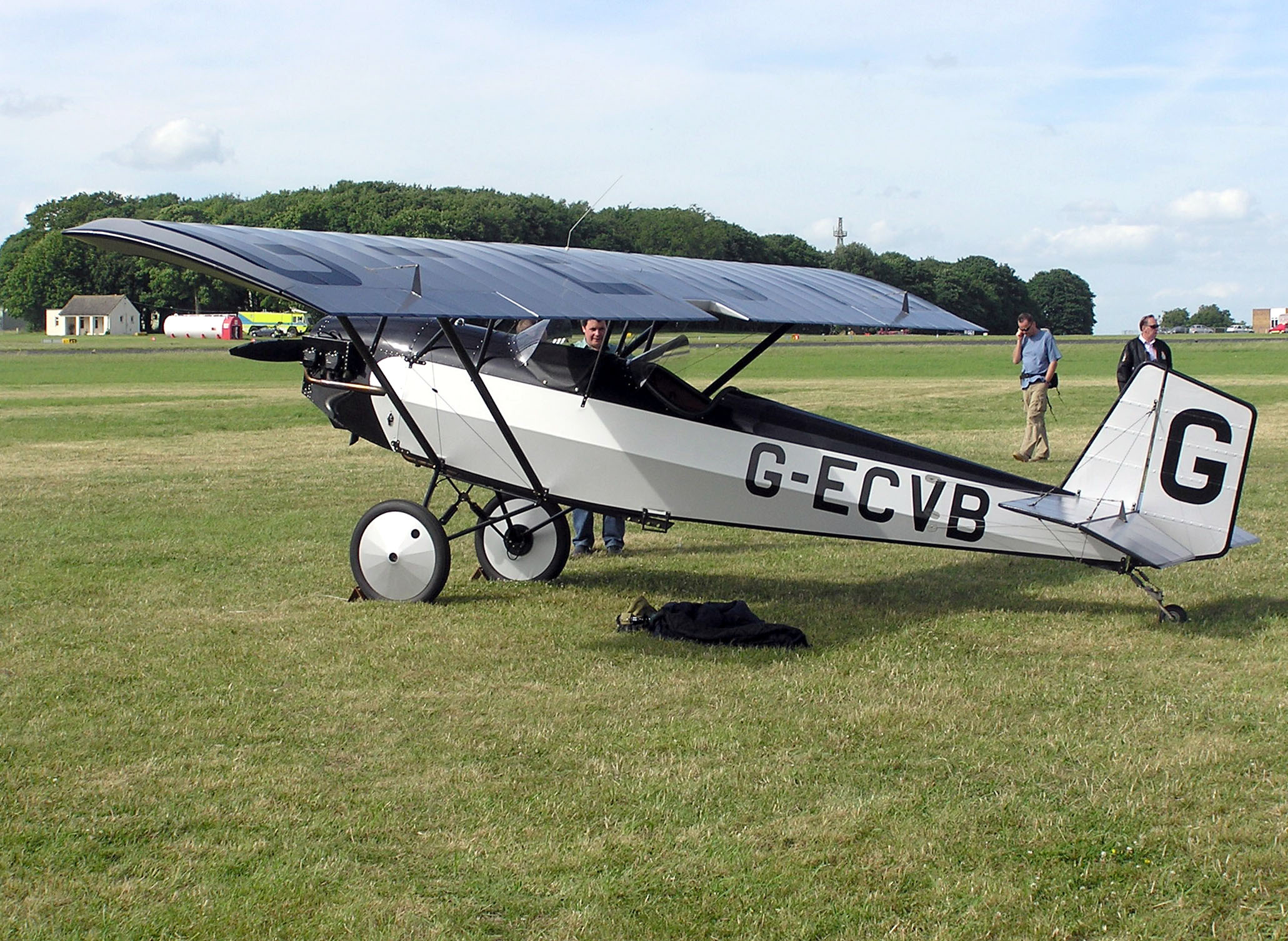
Pietenpol Air Camper auf dem Kemble Airfield, Gloucestershire in England (2005)

Das Ziel von Pietenpol war es, ein Flugzeug zu entwerfen, welches man leicht selber zusammenbauen konnte und das sehr preiswert war. Bekannt wurde Pietenpol als Konstrukteur in den 1920er Jahren durch seinen Hochdecker Pietenpol Air Camper und dem Modell Pietenpol Sky Scout. Die Pläne für den Selbstbau der Pietenpol Maschinen wurden in einer vierteiligen Serien in den Zeitschriften Mechanix Illustrated Magazine und Flying and Glider 1932–1933 erstmals veröffentlicht.  Weltweit wie zum Beispiel in Kanada, England, Europa, Australien und Afrika wurden seine Flugzeuge danach lange Zeit mit verschiedenen Motoren bestückt in großen Stückzahlen gebaut. Pietenpol bevorzugt bei seinen Flugzeugen Holzkonstruktionen, sodass jeder durchschnittliche Schreiner seine Flugzeug mit normalen Fähigkeiten bauen konnte. Später bot er auch Maschinen mit einer Rumpfversion aus Stahlrohrfachwerk als Option an.
Im Jahr 1981 wurde seine Werkstatt und Garage in das National Register of Historic Places  aufgenommen. Sein Hangar auf dem Flugfeld in Cherry Grove wurde als Teil des EAA AirVenture Museum demontiert und am Flugplatz in Oshkosh, Wisconsin wieder aufgebaut. Pietenpol verstarb 1984.

## Posthum
1991 wurde Bernard H. Pietenpol in die Hall of Fame der  Minnesota-Aviation  aufgenommen.
Ein restaurierter  von Pietenpol gebauter Air Camper aus der ersten Serie befindet sich heute im Mid-Atlantic Air Museum in Reading, Pennsylvania und eine Sky Scout ist im Pioneer Flight Museum in Kingsbury,  Texas zu sehen.
2007 erschien ein Dokumentarfilm mit dem Titel: „Finding Flight“ von Jesse
Roesler und Jen Larson gedreht. Der Film erzählt die Geschichte von Bernard H. Pietenpol, der mit nur acht Klassen Grundschule ein Teil der amerikanischen Luftfahrtgeschichte wurde.